# Oreonectes anophthalmus
Oreonectes anophthalmus är en fiskart som beskrevs av Zheng, 1981. Oreonectes anophthalmus ingår i släktet Oreonectes och familjen grönlingsfiskar. IUCN kategoriserar arten globalt som sårbar. Inga underarter finns listade i Catalogue of Life.